# Schweickershausen

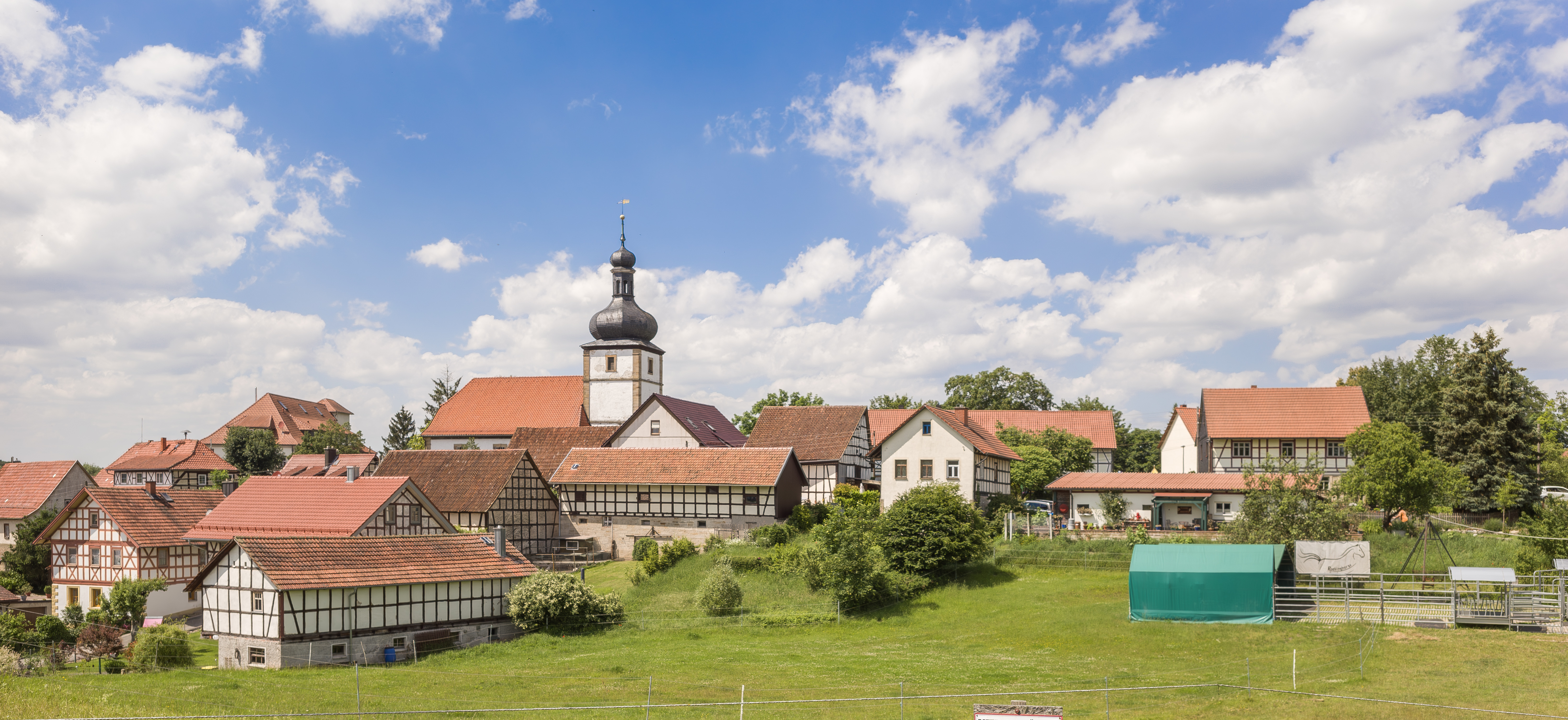
Schweickershausen, Ortskern von Süden

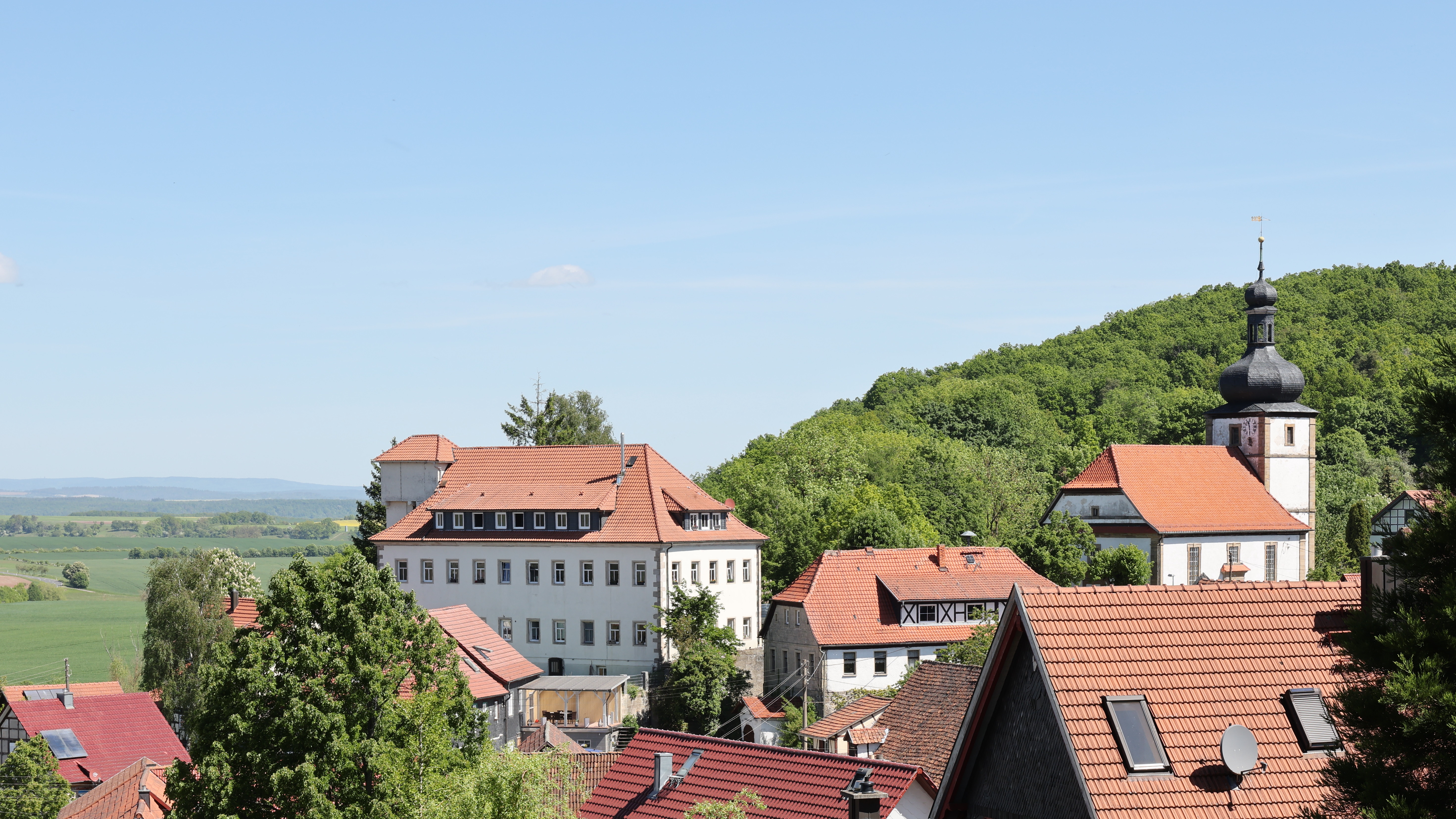
Schweickershausen, Schloss und Kirche

Schweickershausen ist eine Gemeinde im Landkreis Hildburghausen im fränkisch geprägten Süden von Thüringen. Die Gemeinde gehört der Verwaltungsgemeinschaft Heldburger Unterland an. Der Verwaltungssitz ist in der Stadt Heldburg.

## Lage
Schweickershausen liegt im Heldburger Land südwestlich von Heldburg im südlichsten Zipfel des Landes Thüringen. Ein großer Teil der Gemarkungsgrenzen ist zugleich Landesgrenze zwischen Thüringen und Bayern. Verkehrsmäßig hat das Dorf Anschluss an die Kreisstraße 503 mit der Verbindung zur Landesstraße 1134.

## Geschichte
Der Ort wurde erstmals 1317 als Schwichershusin erwähnt. Bereits ab 1340 wurde die Gemeinde Schweickershausen genannt. Es ist anzunehmen, dass schon damals eine Burg oder ein Schloss im Ort existierte. Der Ort war im Besitz der Familie von Schaumberg und wurde 1469 an Hartung Truchseß von Wetzhausen zu Sternberg verkauft. Er und seine Nachkommen nannten sich seitdem Truchsess von Schweickershausen. Sie hatten die Dorfherrschaft inne und starben 1810 aus.
Der Ort grenzte an die Hennebergischen Landwehren. Reste davon sind noch heute zu sehen.
1525/26 wurde der Ort von der Reformation erfasst und lutherisch.
Schweickershausen war 1630–1685 von Hexenverfolgung betroffen. Zwei Frauen und ein Mann gerieten in Hexenprozesse. Hans Müller wurde 1654 verbrannt.
Die evangelische Kirche von Schweickershausen wurde 1747 eingeweiht. Davor stand an derselben Stelle ein Gotteshaus, das von Martin Truchsess von Wetzhausen, dem Hochmeister des Deutschen Ordens, errichtet worden war.
Das heutige Schloss wurde im frühen 18. Jahrhundert errichtet und löste einen sehr viel älteren Bau ab.
Nach der Deutschen Teilung 1945 wurde der Ort der sowjetischen Besatzungszone zugeordnet, nachdem er zuerst von US-Amerikanern besetzt worden war. Im Schloss wurden später Grenztruppen einquartiert. 1961 wurde ein doppelreihiger Stacheldrahtzaun mit Minenfeld errichtet und die gesamte Region des Heldburger Landes zum Sperrgebiet erklärt. Aufgrund der geographisch exponierten Lage des Ortes konnte man erst nach 18 Kilometern das gewöhnlich 5 km breite Sperrgebiet in die übrige DDR verlassen. 
Am 26. Dezember 1989 wurde die Grenze wieder geöffnet und ca. 4000 Gäste aus Bayern begrüßt und bewirtet.
Das Dorf ist hauptsächlich in fränkischer Fachwerkbauweise errichtet mit einem intakten denkmalgeschützten Ensemble. Es erreichte im Rahmen verschiedener Wettbewerbe erste Plätze, zum Beispiel 1998 die Goldmedaille im Bundeswettbewerb Unser Dorf soll schöner werden sowie 1999 die Silbermedaille im europäischen Wettbewerb Entente Florale Europe.
Westlich der Gemeinde an der Landesgrenze liegt das Naturschutzgebiet Langer Berg.
Seit 2006 besteht hier das Grenzdenkmal Schweickershausen.

## Politik

### Gemeinderat
Der Gemeinderat in Schweickershausen besteht aus sechs Ratsmitgliedern, die bei der Kommunalwahl am 25. Mai 2014 in einer Verhältniswahl gewählt wurden. Die gewählten Ratsmitglieder gehören alle den Freien Wählern Schweickershausen an.

### Städtepartnerschaften
Eine Partnerschaft besteht mit der Gemeinde Ermershausen in Bayern.